# Unterseeboot 378
Le Unterseeboot 378 (ou U-378) est un sous-marin allemand (U-Boot) de type VII.C utilisé par la Kriegsmarine (marine de guerre allemande) pendant la Seconde Guerre mondiale.

## Construction
L'U-378 est un sous-marin océanique de type VII C. Construit dans les chantiers de Howaldtswerke AG à Kiel, la quille du U-378 est posée le 3 mai 1940 et il est lancé le 13 septembre 1941. L'U-378 entre en service un mois et demi plus tard.

## Historique
Mis en service le 30 octobre 1941, l'Unterseeboot 378 reçoit sa formation de base sous les ordres du Kapitänleutnant Alfred Hoschatt à Danzig dans la 8. Unterseebootsflottille jusqu'au 28 février 1942, puis il intègre sa formation de combat dans la 3. Unterseebootsflottille à la base sous-marine de La Rochelle (La Pallice). À partir du 1er juillet 1942, il rejoint la 11. Unterseebootsflottille à Bergen, puis au 1er mai 1943, il est affecté à la 3. Unterseebootsflottille à la base sous-marine de La Rochelle.
L'U-378 réalise huit patrouilles de guerre dans lesquelles il a coulé un navire de guerre ennemi de 1 920 tonnes au cours de ses 226 jours en mer.
Pour sa première patrouille, l'U-378 quitte le port de Kiel le 11 mars 1942 sous les ordres du Kapitänleutnant Alfred Hoschatt et rejoint le lendemain le port d'Heligoland. Le 15 mars 1942, il reprend la mer.
Le 29 mars 1942, à 14 h 11, en mer de Barents, l'U-Boot est détecté par le destroyer britannique HMS Fury, escortant le croiseur léger HMS Trinidad endommagé. Le destroyer tente de l'intercepter ; l'U-Boot lui échappe en plongée, trois grenades sont lâchées avant que les lanceurs ne soient bloqués par le givre. L'U-378 s'échappe sans dommage.
Après 18 jours en mer, l'U-378 atteint Kirkenes le 1er avril 1942.
Le 1er septembre 1942, le commandant de l'U-Boot, le Kapitänleutnant Alfred Hoschatt cède son commandement au Kapitänleutnant Hans-Jürgen Zetzsche qui réalise la quatrième patrouille de l'U-378 en quittant Trondheim le 12 septembre 1942.
Le 12 octobre 1942, l'Oberleutnant zur See Erich Mäder prend le commandement du submersible avec lequel il participe à d'autres patrouille au large de la Norvège.
De retour en France depuis la fin de sa septième patrouille le 4 juin 1943, à la base sous-marine de La Rochelle, l'Oberleutnant zur See Erich Mäder est promu au grade de Kapitänleutnant le 1er août 1943
Le 6 septembre 1943, il quitte La Pallice pour sa huitième patrouille. L'U-378 coule le destroyer polonais ORP Orkan le 8 octobre 1943. Le commandant, dix officiers, 166 matelots et sept membres d'équipage britanniques disparaissent avec le navire. Le 13 octobre 1943, une torpille à tête chercheuse Fido lancée d'un avion Grumman TBF Avenger manque l'U-Boot.
Après 45 jours en mer, l'U-378 est coulé à son tour le 20 octobre 1943 dans l'Atlantique Nord à la position géographique de 47° 40′ N, 28° 27′ O par des charges de profondeur lancées depuis un bombardier-torpilleur Grumman TBF Avenger accompagné d'un chasseur Grumman F4F Wildcat (VC 13) provenant du porte-avions d'escorte américain USS Core.
Les 48 membres d'équipage meurent dans cette attaque.

## Affectations successives
- 8. Unterseebootsflottille à Danzig du 30 octobre 1941 au 28 février 1942 (entrainement)
- 3. Unterseebootsflottille  à La Pallice du 1er mars au 30 juin 1942 (service actif)
- 11. Unterseebootsflottille à Bergen du 1er juillet 1942 au 30 avril 1943 (service actif)
- 3. Unterseebootsflottille à La Pallice du 1er mai au 20 octobre 1943 (service actif)

## Commandement
- Kapitänleutnant Alfred Hoschatt du 30 octobre 1941 au 11 octobre 1942
- Oberleutnant zur See Peter Schrewe du 18 juin au 10 septembre 1942
- Kapitänleutnant Hans-Jürgen Zetzsche du 10 septembre au 11 octobre 1942 (par intérim)
- Oberleutnant zur See, puis Kapitänleutnant Erich Mäder du 12 octobre 1942 au 20 octobre 1943

## Patrouilles
|       | Commandant                  | Départ            | Départ      | Arrivée           | Arrivée     | Jours     | Succès  |
| ----- | --------------------------- | ----------------- | ----------- | ----------------- | ----------- | --------- | ------- |
| 1     | Kptlt. Alfred Hoschatt      | 11 mars 1942      | Kiel        | 12 mars 1942      | Heligoland  | 2 jours   |         |
| →     | Kptlt. Alfred Hoschatt      | 15 mars 1942      | Heligoland  | 1er avril 1942    | Kirkenes    | 18 jours  |         |
| 2     | Kptlt. Alfred Hoschatt      | 7 avril 1942      | Kirkenes    | 20 avril 1942     | Kirkenes    | 14 jours  |         |
| 3     | Kptlt. Alfred Hoschatt      | 29 avril 1942     | Kirkenes    | 6 mai 1942        | Kirkenes    | 8 jours   |         |
|       | Kptlt. Alfred Hoschatt      | 8 mai 1942        | Kirkenes    | 12 mai 1942       | Trondheim   | 5 jours   |         |
| 4     | Kptlt. Hans-Jürgen Zetzsche | 12 septembre 1942 | Trondheim   | 26 septembre 1942 | Skjomenford | 15 jours  |         |
|       | Oblt. Erich Mäder           | 17 octobre 1942   | Skjomenford | 19 octobre 1942   | Trondheim   | 3 jours   |         |
|       | Oblt. Erich Mäder           | 7 novembre 1942   | Trondheim   | 9 novembre 1942   | Skjomenford | 3 jours   |         |
| 5     | Oblt. Erich Mäder           | 11 novembre 1942  | Skjomenford | 12 décembre 1942  | Narvik      | 32 jours  |         |
|       | Oblt. Erich Mäder           | 15 décembre 1942  | Narvik      | 17 décembre 1942  | Trondheim   | 3 jours   |         |
|       | Oblt. Erich Mäder           | 7 mars 1943       | Trondheim   | 12 mars 1943      | Hammerfest  | 6 jours   |         |
| 6     | Oblt. Erich Mäder           | 15 mars 1943      | Hammerfest  | 1er avril 1943    | Trondheim   | 18 jours  |         |
| 7     | Oblt. Erich Mäder           | 12 avril 1943     | Trondheim   | 4 juin 1943       | La Pallice  | 24 jours  |         |
| 8     | Kptlt. Erich Mäder          | 6 septembre 1943  | La Pallice  | 20 octobre 1943   | Coulé       | 45 jours  | 1 920   |
| Total | Total                       | Total             | Total       | Total             | Total       | 226 jours | 1 920 t |

Note : Oblt. = Oberleutnant zur See - Kptlt. = Kapitänleutnant 

### OpérationsWolfpack
L'U-378 a opéré avec les Wolfpacks (meute de loups) durant sa carrière opérationnelle.
1. Ziethen (23 mars 1942 - 29 mars 1942)
2. Eiswolf (29 mars 1942 - 31 mars 1942)
3. Robbenschlag (7 avril 1942 - 14 avril 1942)
4. Blutrausch (15 avril 1942 - 19 avril 1942)
5. Strauchritter (29 avril 1942 - 5 mai 1942)
6. Trägertod (19 septembre 1942 - 22 septembre 1942)
7. Boreas (19 novembre 1942 - 9 décembre 1942)
8. Eisbär (27 mars 1943 - 30 mars 1943)
9. Meise (25 avril 1943 - 27 avril 1943)
10. Star (27 avril 1943 - 4 mai 1943)
11. Fink (4 mai 1943 - 6 mai 1943)
12. Naab (12 mai 1943 - 15 mai 1943)
13. Donau 2 (15 mai 1943 - 19 mai 1943)
14. Mosel (19 mai 1943 - 24 mai 1943)
15. Leuthen (15 septembre 1943 - 24 septembre 1943)
16. Rossbach (24 septembre 1943 - 9 octobre 1943)

## Navires coulés
L'Unterseeboot 378 a coulé un navire de guerre ennemi de 1 920 tonnes au cours des huit patrouilles (206 jours en mer) qu'il effectua.
| Date           | Nom       | Nationalité      | Tonnage (GRT) | Fait  |
| -------------- | --------- | ---------------- | ------------- | ----- |
| 8 octobre 1943 | ORP Orkan | Marine polonaise | 1 920         | Coulé |

### Source et bibliographie
- (en) Cet article est partiellement ou en totalité issu de l’article de Wikipédia en anglais intitulé « German submarine U-378 » (voir la liste des auteurs).
- Chris Bishop, historien militaire (trad. de l'anglais par Christian Muguet), Les sous-marins de la Kriegsmarine : 1939-1945 : le guide d'identification des sous-marins [« The spellmount submarine identification guide : Kriegsmarine U-boats 1939-1945 »], Paris, E?d. de Lodi, 2008, 192 p. (ISBN 978-2-84690-327-1, OCLC 470721805, BNF 41298980)